# Yury Danilovich, Đại vương công Vladimir

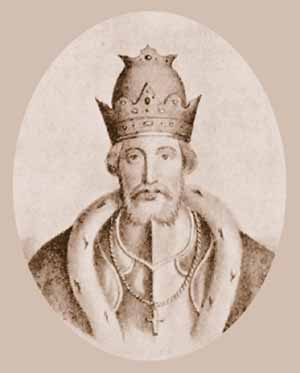
Yury của Moskva

Yuriy Danilovich, còn được gọi là Georgiy Danilovich (Юрий Данилович trong tiếng Nga) (1281 – 21 tháng 11 năm 1325) là Đại công xứ Moskva (1303–1325) và là Đại công vương xứ Vladimir (từ năm 1318)

## Trị vì
Yuri là con trai cả của Daniil Aleksandrovich, Công tước đầu tiên của Moskva. Vừa lên ngôi năm 1303 sau khi cha băng hà, ông đã phải đem quân ra bảo vệ Pereslavl-Zalessky trước Đại vương công Andrei III. Sau khi Andrei qua đời vào năm sau, Yuri đã phải tranh giành tước hiệu Đại vương công của Vladimir với Mikhail xứ Tver. Trong khi quân đội Tver bao vây Pereslavl và Moskva, Mikhail đã đến Hãn quốc Kim Trướng, nơi mà Khan đã nâng ông lên vị trí tối cao trong số các hoàng tử Nga.
Trong khi đó, Yuri đã sắp xếp việc giết ông hoàng Konstantin của Ryazan. Người cai trị không may này đã bị bắt bởi cha của Yuri vào năm 1302 và đã bị tống giam ở Moscow từ đó. Trong khi Ryazan bị sốc như vậy, Yury đã sáp nhập pháo đài chính của Ryazanian [Kolomna] tới Moscow Duchy. Ông cũng đã bắt Mozhaisk, trước đây thuộc về các hoàng tử của Smolensk, phải thần phục. Đến năm 1314, Yuri được hậu thuẫn từ Đại giáo chủ Moskva Peter để thành lập một liên minh quân sự với Novgorod chống lại Tver. Bây giờ, ông cảm thấy đủ mạnh để thách thức Mikhail của Tver trong Hãn quốc Kim Trướng.
Để củng cố hơn nữa sức mạnh của Moskva, năm 1315 Yuri thân hành sang Khan Kim Trướng và hỏi cưới công nương Konchaka, em gái của Khan Uzbeg về làm vợ. Cuộc hôn nhân mỹ mãn của ông đã củng cố quan hệ bền vững với Khan, tạo cơ sở để Yuri lên ngôi chức Đại công Vladimir. Trở về nước và đem theo một lực lượng quân đội mạnh của Khan Kim Trướng, Yuri bất ngờ tấn công vào Tver. Được chuẩn bị trước, quân Tver phản công thắng lơi, bắt sống Yuri cùng vợ ông ta và Boris. Nhưng Yuri khôn ngoan đã lén vượt ngục ra được, vợ của ông thì bị Tver bắt giam lỏng làm con tin. Thật không may, vợ Yuri chết bất ngờ trong nhà giam. Biết tin, Yuri tuyên bố công nương (tức vợ mình) bị đầu độc theo lệnh của công vương Tver. Quân đội được lệnh của Khan đến bắt công vương Mikhail, sau một phiên xử, Mikhail bị tử hình.
Loại bỏ được "cái gai" Tver, Yuri hồ hởi trở về nước với công việc đáng tự hào: thu cống vật của công quốc nộp cho Khan. Những hành động của Yuri vô tình bị nhiều công vương khác ghét cay ghét đắng, coi Yuri là "cái gai nhọn" phải nhổ đi. Đặc biệt ở Tver, sau khi cha chết, con trai mới lên ngôi là Dmitri, Đại vương công xứ Tver quyết định trả thù cho cha. Dmitri thân hành đến gặp Khan, nói với nhà vua này rằng Yuri đã chiếm một phần lớn của cống nạp cho Khan. Khan triệu tập Yuri về điều tra. Điều tra chưa ngã ngũ, Yuri bị Dmitri sát hại vào năm 1325. Kẻ thủ ác sau đó cũng bị bắt, bị tử hình 8 tháng sau đó
Cho đến khi qua đời, Yuri không lập gia đình. Em trai út là Ivan I Danilovich Kalita sẽ kế vị